# Nuculana concentrica
Nuculana concentrica is een tweekleppigensoort uit de familie van de Nuculanidae. De wetenschappelijke naam van de soort is voor het eerst geldig gepubliceerd in 1824 door Say.